# Кулаков, Павел Александрович
Павел Александрович Кулаков (род. 1 января 1982 года) — российский пловец в ластах, заслуженный мастер спорта России.

## Карьера
Чемпион России 2002, 2003, 2007, 2008 гг.
Победитель Кубка мира.
Чемпион Европы 2005 г., 2-кратный серебряный призёр Чемпионата Европы 2008 г.
3-кратный чемпион мира 2008 г. Рекордсмен мира.
Победитель клубного чемпионата Европы в составе команды СКАТ 2005 г.

## Вне спорта
Выпускник факультета информатики ТГУ.